# Ремю
Ремю́ (фр. Raimu; настоящее имя — Жюль Огю́ст Сеза́р Мюре́р (фр. Jules Auguste César Muraire); 18 декабря 1883[…], Тулон, Вар — 20 сентября 1946[…], Нёйи-сюр-Сен, Сена) — французский актёр.
Орсон Уэллс называл Ремю «величайшим актёром».

## Биография
Родился в семье ткача. С 1900 года выступал в варьете, работал суфлёром, конферансье. Подражал Феликсу Майолю и Полину. В 1920—1930 годах играл в драматических театрах. С 1943 года — в «Комеди Франсез».
Снимался в кино с 1910 года. Создал образ марсельского провинциала.
Жан Ренуар в своих воспоминаниях писал, что Ремю «величайший, наверное, французский актёр века», не вникал в кинематографические тонкости, а был очень непосредственным, доверяясь своему инстинкту и поразительному мастерству.

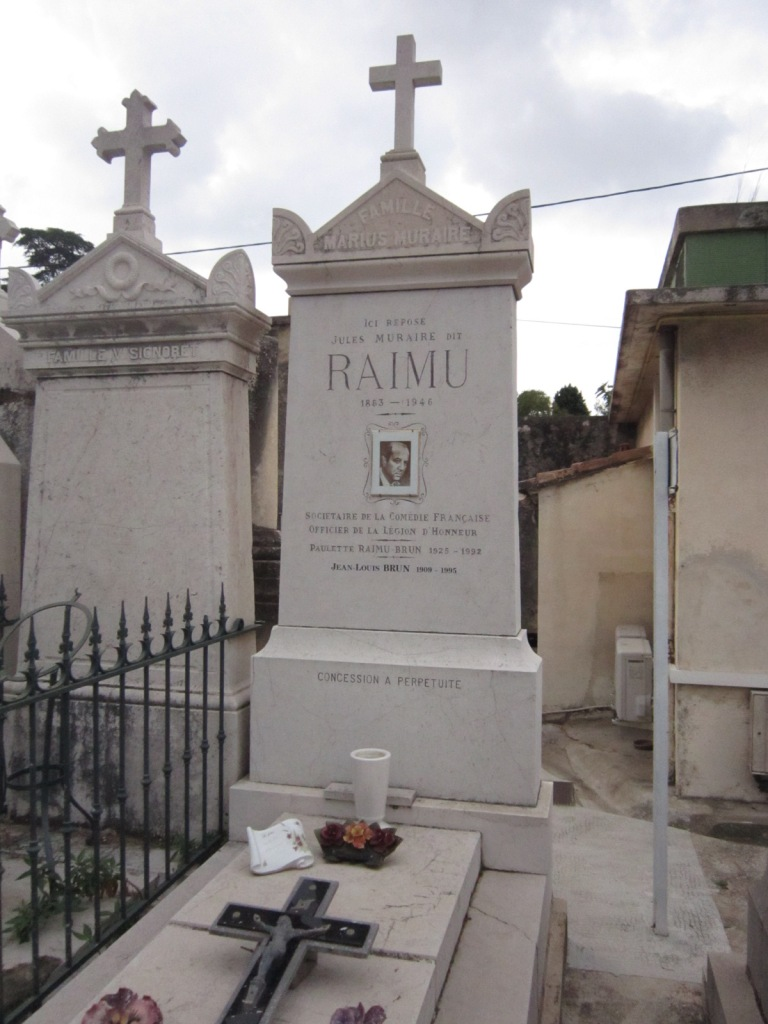
Могила Ремю

Умер во сне от сердечной недостаточности, вызванной осложнениями после анестезии во время относительно небольшой операции на ноге. Похоронен в своем родном городе Тулон.

## Фильмография
- 1931 Чёрное и белое
- 1931 Мариус — Сезар Оливье, владелец портовой таверны
- 1932 Фанни — Сезар Оливье
- 1934 Тартарен из Тараскона
- 1936 Сезар — Сезар Оливье
- 1937 Бальная записная книжка — Франсуа Патюссе
- 1938 Странный господин Виктор

## Награды
Премия «Сезар» за выдающиеся заслуги в кинематографе (1983, посмертно)

## Память
Именем артиста названа площадь Рэмю в Тулоне. На площади установлен памятник Ремю — Сцена из фильма Марселя Паньоля

### Анекдоты
На пресс-конференции режиссёра Андре Юнебеля спросили, почему он снимает такие незначительные фигуры, как Анри Атталь и Доминик Зарди. Доминик Зарди ответил, процитировав Ремю: «Вы знаете, баранья нога — это хорошо, но особенно хорошо в ней не мясо, а зубчик чеснока. Это не я сказал, это — Ремю»